# جورج كرزون (حاكم الهند)
اللورد جورج ناثانيال كورزون (بالإنجليزية: George Nathaniel Curzon)‏ (‏11 يناير - 20 مارس 1925) سياسي بريطاني شغل منصب الحاكم العام للهند البريطانية في الفترة ما بين 1899 و 1905 ووزير خارجية بريطانيا خلال أعوام 1919 حتى 1924.

## روابط خارجية
- جورج كورزون على موقع الموسوعة البريطانية (الإنجليزية)
- جورج كورزون على موقع الموسوعة البريطانية (الإنجليزية)
- جورج كورزون على موقع إن إن دي بي (الإنجليزية)